# Samolus caespitosus
Samolus caespitosus är en viveväxtart som beskrevs av G.J. Keighery. Samolus caespitosus ingår i släktet bungar, och familjen viveväxter. Inga underarter finns listade i Catalogue of Life.